# Kippumjo
Kippumjo hay Gippeumjo (tiếng Hàn: 기쁨조; tạm dịch: Nhóm mua vui) là một thuật ngữ của giới truyền thông Hàn Quốc và phương Tây dùng để ám chỉ một nhóm không chính thức, ước tính khoảng 2.000 phụ nữ và các cô gái xinh đẹp trong độ tuổi từ 13 đến 40 tuổi (mặc dù hầu hết được cho là từ 18 đến 25), được cho là được tuyển chọn để làm việc trong khu vực trụ sở của Đảng Lao động Triều Tiên và nhà riêng của các lãnh đạo Cộng hòa Dân chủ Nhân dân Triều Tiên, được duy trì hoạt động bởi các lãnh đạo của Triều Tiên. Thông tin về nhóm này ít được biết đến bên ngoài Triều Tiên nhưng một số thông tin đã dần được biết đến thông qua lời khai của những phụ nữ Triều Tiên đã đào thoát.

## Lịch sử
Gippeumjo được thành lập vào năm 1978, dưới thời chính quyền của Kim Nhật Thành, với nhóm đầu tiên được tuyển dụng bởi Lee Dong Ho vì mục đích giải trí cho Kim Nhật Thành tại Munsu Chodaeso (문수 초대소; Munsu Guesthouse). Việc tuyển dụng và đào tạo của Gippeumjo tiếp tục được duy trì bởi con trai ông, Kim Chính Nhật cho đến khi ông này chết vào năm 2011.
Theo Nhóm Tiếng Nói Phụ Nữ Quốc tế (A Woman's Voice International) thực chất hoạt động của những nhóm này là phục vụ và mua vui, giải trí cho các quan chức cao cấp của Đảng Lao động Triều Tiên (WPK) và gia đình của họ mà thực chất là phục vụ tình dục cho lãnh tụ Kim Chính Nhật và các lãnh đạo cao cấp Triều Tiên, đến khoảng 25 tuổi, các cô gái này được gả cho những cận vệ của các lãnh đạo.

## Cơ cấu tổ chức
Theo giới truyền thông Hàn Quốc và phương Tây thì Gippeumjo được phân thành ba nhóm:
- Manjokjo (tiếng Hàn: 만족조; hanja: 满足 组; hán-việt: mãn dục tổ): Nhóm phục vụ tình dục (Satisfaction Team)
- Haengbokjo (tiếng Hàn: 행복조; hanja: 幸福 组; hán-việt: hạnh phúc tổ): Nhóm phục vụ massage (Massage Team)
- Gamujo (tiếng Hàn: 가무조; hanja: 歌舞 组; hán-việt: ca vũ tổ): Nhóm vũ nữ thoát y, bán khỏa thân (Striptease Team)

Các cô gái từ khắp đất nước được tuyển dụng vào Gippeumjo tiêu chuẩn của Chính phủ. Sau khi được chọn, họ trải qua một thời gian đào tạo nghiêm ngặt, với một số thành viên Haengbokjo có thể được gửi ở nước ngoài để đào tạo nghề massage. Sau một thời gian, họ thường được kết hôn với những cận vệ của các lãnh đạo của Triều Tiên. Danh tánh của Gippeumjo được giữ bí mật.

## Báo cáo về vi phạm nhân quyền
Nhóm "Tiếng nói Phụ nữ Quốc tế" (A Woman's Voice International) cáo buộc rằng nhà nước CHDCND Triều Tiên tuyển những cô gái từ 14 tuổi tới làm việc trong các Kippumjo, thực chất là làm công việc mua vui cho các lãnh đạo cao cấp. Những cô gái nhỏ này phải làm nô lệ tình dục (hay mại dâm cưỡng bức) dưới cái mác mại dâm nhà nước với họ Kim và các sĩ quan dưới quyền ông. Tổ chức trên cũng cho biết những cô gái này được cho sẽ phải cưới những cận vệ của Kim Jong Il khi họ tròn 25 tuổi.